# Yecla
Yecla es un municipio y una ciudad española perteneciente a la Región de Murcia. Situada en el extremo noreste de esa comunidad autónoma, limita al este con la Comunidad Valenciana —provincia de Alicante—, y al norte con Castilla-La Mancha —provincia de Albacete—. Es, además, la capital de la comarca murciana del Altiplano, que conforma con el municipio de Jumilla. Su población es de 35 957 habitantes (INE 2024).

## Toponimia
El topónimo Yecla proviene del árabe Yakka, que era el nombre que recibía la fortaleza situada en el actual cerro del Castillo. Dicho topónimo, no obstante, no es de origen árabe y es muy posible que provenga de la raíz prerromana Iko o Ika.
Una parte del municipio (la pedanía de Raspay) pertenece a la zona del Carche, donde, además del castellano, se habla el valenciano. En este idioma, el municipio recibe el nombre de Iecla, pronunciado /ˈje.kɫa/.

## Geografía
El término municipal de Yecla tiene una extensión de 607,7 km². Se encuentra situado en el extremo norte de la provincia de Murcia, siendo tierra limítrofe con las provincias de Albacete y Alicante. El paisaje dominante lo forman sierras de moderada altitud, con direcciones predominantes SW-NE, que constituyen la prolongación estructural de las zonas externas de las cordilleras béticas (Prebético), con estructuras plegadas de estilo jurásico y vergencia al norte. Las principales elevaciones de Yecla son la sierra de Salinas (1238 m s. n. m. en la capilla del Fraile), monte Arabí (1068 m s. n. m.), sierra de la Magdalena (1038 m s. n. m.), sierra de las Pansas (1036 m s. n. m.), cerro Picario (1035 m s. n. m.) y El Puerto (1030 m s. n. m.).[cita requerida]
La mayoría de montañas, que se levantan sobre el nivel del suelo a modo de islas, se hallan más o menos forestadas y separadas por amplios valles corredores, donde se localizan los cultivos. La vegetación natural principal está constituida por pinares (Pinus halepensis), más o menos densos; el resto lo forman matorrales o espartales de fisionomía arbustiva y ampliamente extendidos.[cita requerida]
| Noroeste: Montealegre del Castillo (Albacete) | Norte: Almansa (Albacete) | Noreste: Caudete (Albacete) |
| Oeste: Jumilla (Murcia)                       |                           | Este: Villena (Alicante)    |
| Suroeste: Jumilla (Murcia)                    | Sur: Jumilla (Murcia)     | Sureste: Pinoso (Alicante)  |

## Historia

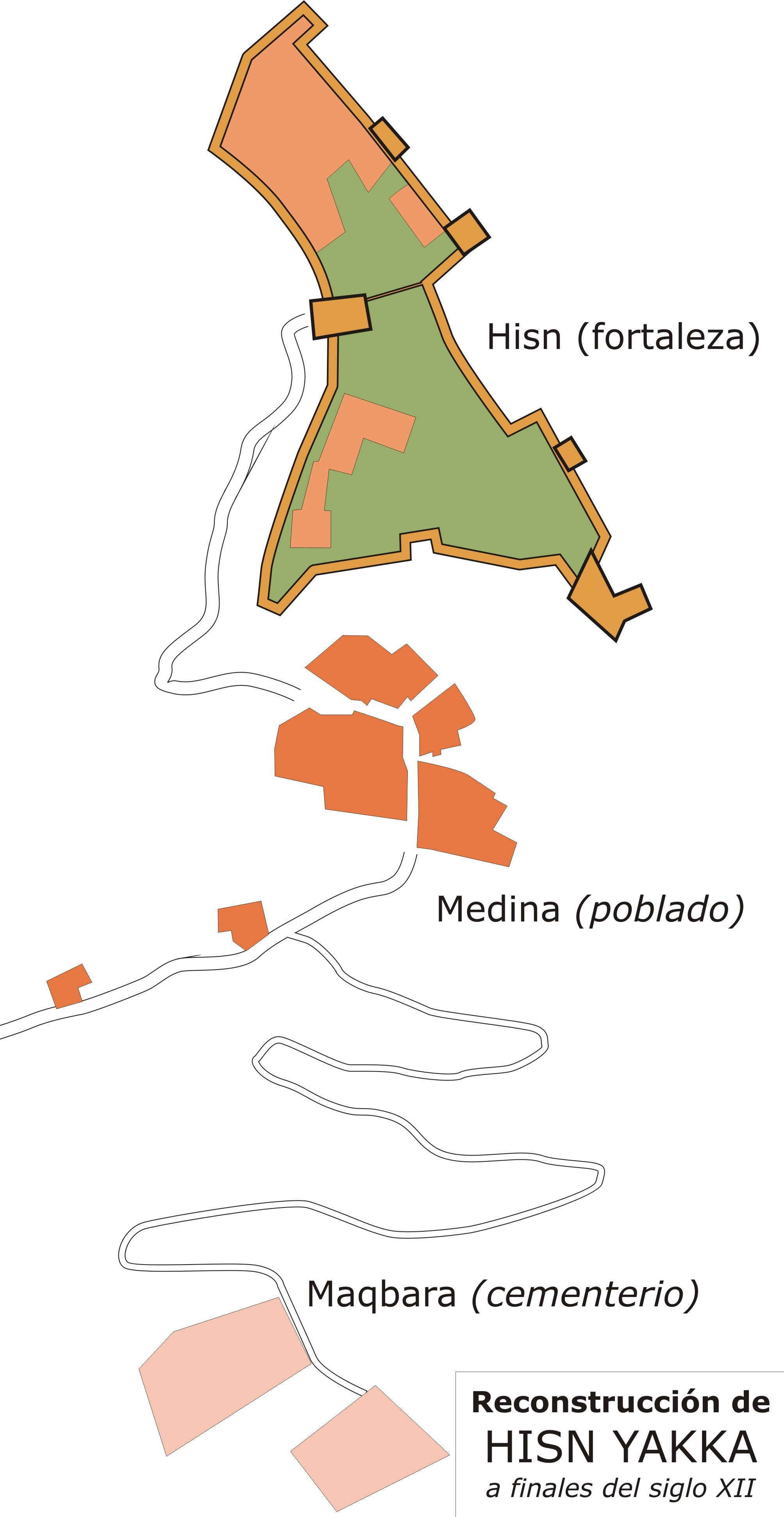
Reconstrucción de la planta de Hisn Yakka

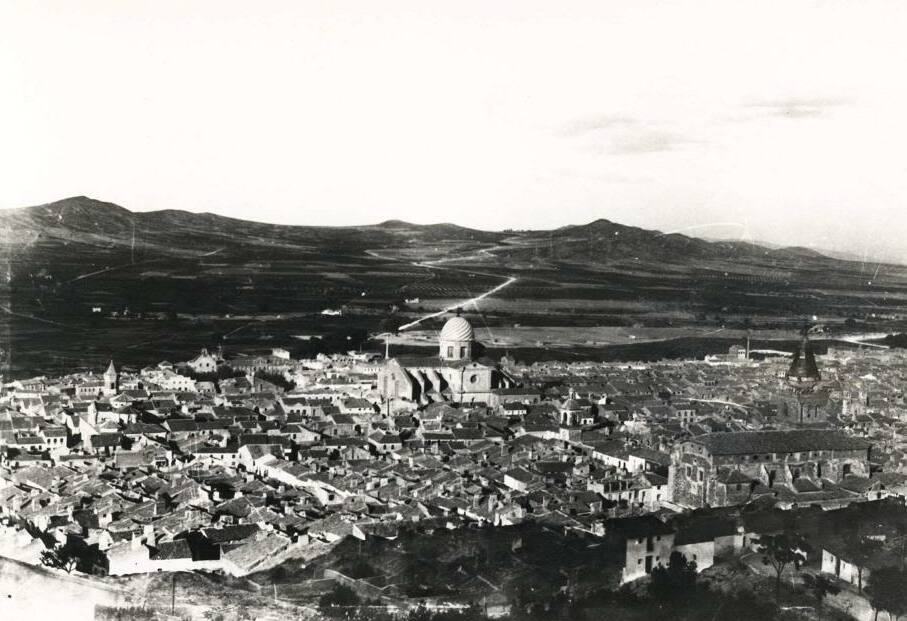
Yecla en la década de 1920, donde se puede apreciar que la extensión del casco urbano es casi la misma que en la actualidad

El primer asentamiento estable del que se tiene constancia en la zona de la actual Yecla es la plaza andalusí de Hisn Yakka, que surgió a finales de siglo XI, en período almorávide, probablemente a fin de ampliar el poder musulmán y promover la islamización en un territorio escasamente controlado y prácticamente despoblado. Yakka debió de vivir un periodo de esplendor a principios del siglo XIII, convirtiéndose en el centro de un distrito rural (yūz o a'mal), si bien debió pertenecer al iqlim de Madina Bilyana (Villena).
Tras la firma del Tratado de Alcaraz (1243) por parte del infante Alfonso de Castilla (que posteriormente sería Alfonso X "El Sabio"), la taifa de Murcia, y por ende la población musulmana de Yakka, pasó a ser vasalla de la Corona de Castilla, lo cual endureció bastante las condiciones de vida de la población, descontento que provocó la posterior Revuelta mudéjar de 1264-1266. Gran parte de la población mudéjar tuvo que abandonar la zona al acabar esta revuelta, y es probable que este fuera también el final de Yakka. Los repobladores cristianos se establecieron en la cara norte, quizá por cercanía tanto con las tierras fértiles como con la fuente principal, con lo cual el poblado árabe quedó totalmente abandonado.
En el Diccionario de Madoz (1845-1850) aparece la siguiente descripción, que proporciona interesante información sobre la localidad durante el siglo XIX:

V[illa] con ayunt[amiento] [...] en la prov[incia] de Murcia (12 leg[uas]) [...] Sit[uada] en el límite N. de la prov[incia] en la falda del monte Castillo [...] tiene 2,690 casas, la generalidad de ellas de dos pisos y con las distribuciones convenientes para los usos de la agricultura; 3 plazas, la de la Villa, la de la Iglesia Nueva y la del Convento; la primera en el centro del pueblo, con soportales en dos de sus frentes; las salas capitulares; en cuyos bajos está la cárcel y el edificio antiquisimo del pósito, en el que se custodian en ciertos casos algunos presos. En la Iglesia se encuentra el templo parroquial, es de orden corintio, construido á espensas de los vec[inos]; tiene la misma planta que la catedral de Murcia. Las calles de la v[illa] son cómodas desde la plaza de la Constitucion y las que pasan de E. á O., anchas y de buen piso. Hay 2 establecimientos de beneficencia, uno el hospital, de escasas rentas, y el otro la casa de Misericordia, fundada en 1794, hoy en el mayor abandono [...] cuenta el pueblo 3 escuelas dotadas, una de latinidad concurrida por 12 discípulos, y las otras de instruccion primaria de ambos sexos; también existen otras enseñanzas particulares tanto de primeras letras como de latinidad [...] hay 6 ermitas donde se celebra el sacrificio de la misa, y en el campo hay hasta 30 [...] Tiene la pobl[ación] un paseo llamado la alameda en el que hay un lavadero público [...] El terreno es generalmente montuoso [...] Los montes principales, son; la sierra de Salinas, la de la Magdalena, la del Cuchillo, la cord. del Serrol, la de los Gavilanes y el cerro del Arabí; en la sierra de Salinas hay mucho bosque con escelente arbolado [...] Los caminos son carreteros y de herradura que conducen á Murcia, Caudete, Villena, Almansa y otros pueblos [...] Producciones: La principal es la del trigo, cebada, maiz, centeno, avena, legumbres, aceite y vino suficientes para el consumo de la pobl[ación]; crianse hortalizas, verdudas y algunas frutas pero en corta cantidad; hay algunos ganados de cabras y ovejas y el mular necesario para la agricultura; la caza menor es muy abundante [...] Ind[ustria]: la principal es la agrícola, ocho fábricas de jabon blando, una de duro, 30 molinos de aceite, una máquina hidráulica, 5 fábricas de aguardiente, 6 molinos harineros y 2 de viento [...] Pobl[ación]: 3,348 vec[inos], 14,074 alm[as] [...]
Diccionario de Madoz

En 1878 el rey Alfonso XII le concedió el título de ciudad.

## Demografía
Yecla cuenta con una población de 35 957 habitantes (INE 2024).
| Gráfica de evolución demográfica de Yecla entre 1842 y 2021                                                         |
| |
| Población de derecho según los censos de población del INE Población de hecho según los censos de población del INE |

A lo largo del siglo XX, Yecla pasó de vivir un importante crecimiento durante las tres primeras décadas (llegando a ser el cuarto municipio más poblado de la provincia en 1920 y 1930), a sufrir dos descensos demográficos relativamente cortos e intensos en las décadas de 1930 y 1950. Tras la recuperación de los años setenta, entre 1996 y 2005 vivió un crecimiento regular y bastante fuerte (+8,6 % en cuatro años), en parte gracias a la inmigración.

## Economía
Desde mediados del siglo XIX, Yecla se consolida como un municipio de actividad vitivinícola, gracias a unos vinos que poseen Denominación de Origen desde 1972. Otros cultivos importantes en el término yeclano son vid, olivo, almendro y cereal.[cita requerida]

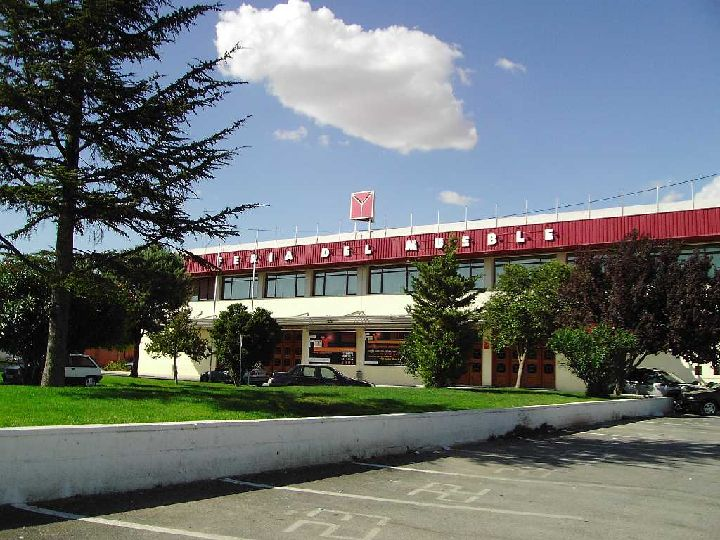
Feria del Mueble de Yecla

A mitad del siglo XX apareció un nuevo sector en la economía de Yecla. Los artesanos toneleros y carpinteros se volcaron en una pujante industria del mueble. Una industria que fue, y es, el principal motor económico de la localidad. En la actualidad, encontramos hasta 500 empresas relacionadas, directa o indirectamente con el sector, muchas de las cuáles han conseguido beneficios más que significativos y han conseguido consolidarse como líderes a nivel nacional. 
Con respecto de la industria, pujante en todos los aspectos, sin limitarnos al mueble, cabría mencionar empresas en el sector textil o del calzado, como Xti o Gobik; en el sector maderero o, más recientemente, en el agroalimentario, con la instalación, por parte de la empresa Vidal, de un centro logístico a las afueras del municipio. 
La importancia de esta industria motivó la creación de la Feria del Mueble de Yecla, que es la más antigua de España de este sector y desde 2013 la única que se dedica completamente al mueble de toda España.[cita requerida] La Feria del Mueble de Yecla se celebra anualmente, posee un aforo de 120 expositores, donde las empresas pueden exponer sus servicios y productos. Participan empresas de distintos países como son España, Alemania, Portugal y Brasil, entre otros.
En cada nueva edición ferial la apuesta de los expositores y visitantes profesionales se refuerza con el apoyo de las Administraciones Local y Regional. Ello contribuye a consolidar este municipio como un enclave industrial de suma importancia en la comunidad autónoma de la Región de Murcia.
Más allá del célebre certamen anual, el recinto, situado en frente del Hospital de la Virgen del Castillo, alberga conciertos, eventos y exposiciones de diversa índole.

## Administración y política

### Gobierno municipal

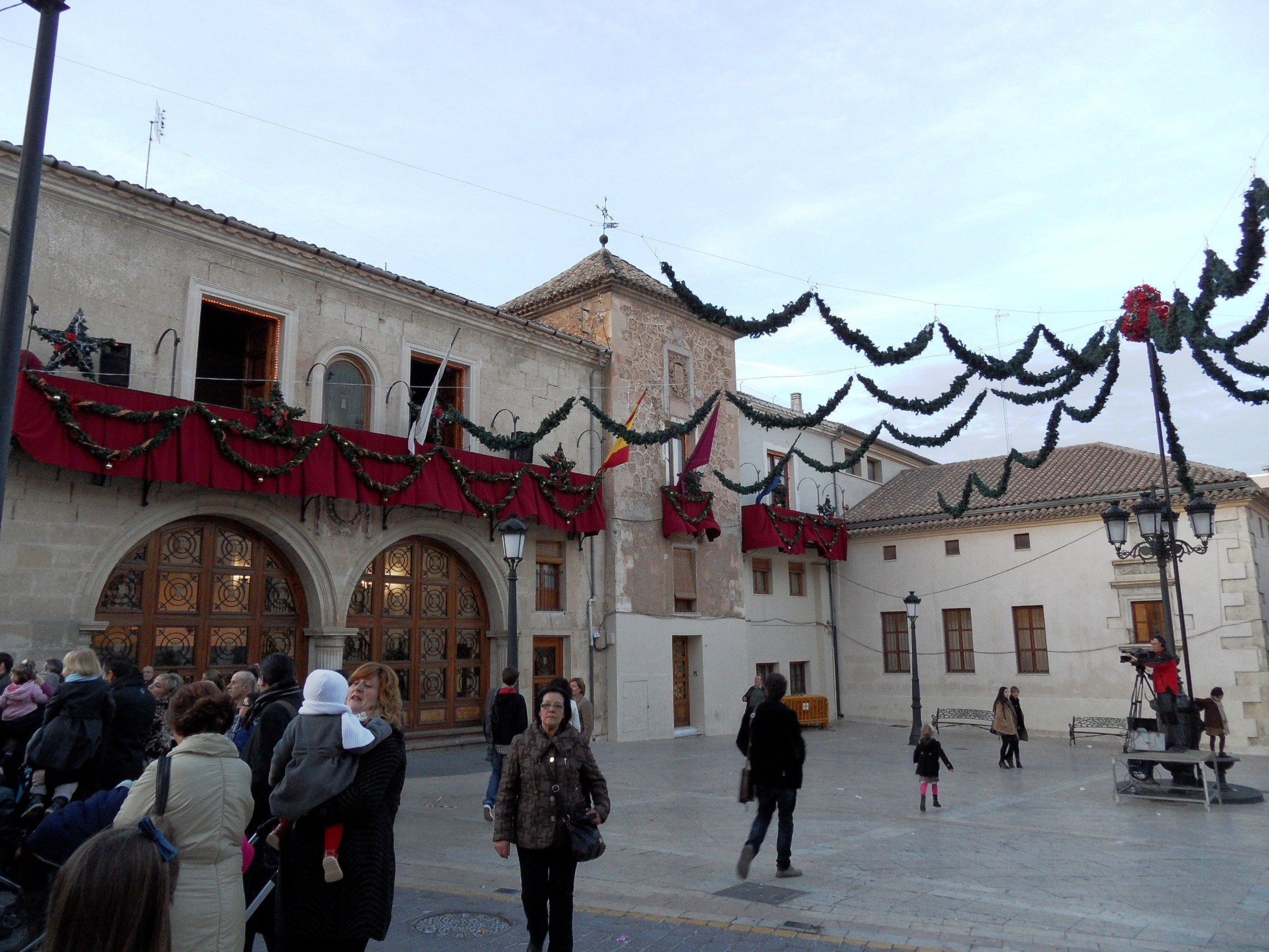
Ayuntamiento de Yecla

Yecla está gobernada por una corporación local formada por 21 concejales elegidos cada cuatro años por sufragio universal que a su vez eligen un alcalde, según lo dispuesto en la Ley del Régimen Electoral General. El censo electoral está compuesto por todos los residentes empadronados en Yecla mayores de 18 años y nacionales de España y de los otros países miembros de la Unión Europea. La sede actual del ayuntamiento yeclano está en la Plaza Mayor.
| Periodo   | Nombre                          | Partido | Partido                                               |
| --------- | ------------------------------- | ------- | ----------------------------------------------------- |
| 1979-1986 | Francisco Guillén Castaño       |         | Partido Socialista de la Región de Murcia (PSRM-PSOE) |
| 1986-1987 | Vicente Maeso Carbonell         |         | Partido Popular (PP)                                  |
| 1987-1991 | Domingo Carpena Sánchez         |         | Partido Socialista de la Región de Murcia (PSRM-PSOE) |
| 1991-1995 | María Cristina Soriano Gil      |         | Partido Socialista de la Región de Murcia (PSRM-PSOE) |
| 1995-2003 | Vicente Maeso Carbonell         |         | Partido Popular (PP)                                  |
| 2003-2011 | Juan Miguel Benedito Rodríguez  |         | Partido Popular (PP)                                  |
| 2011-2021 | Marcos Ortuño Soto              |         | Partido Popular (PP)                                  |
| 2021-act. | María Remedios Lajara Domínguez |         | Partido Popular (PP)                                  |

| Partido político                                      | 2023  | 2023  | 2023       | 2019  | 2019  | 2019       | 2015  | 2015  | 2015       | 2011  | 2011  | 2011       | 2007  | 2007  | 2007       |
| Partido político                                      | Votos | %     | Concejales | Votos | %     | Concejales | Votos | %     | Concejales | Votos | %     | Concejales | Votos | %     | Concejales |
| Partido Popular (PP)                                  | 7472  | 44,26 | 9          | 9495  | 53,07 | 12         | 8117  | 47,43 | 11         | 9094  | 52,46 | 12         | 7748  | 44,65 | 10         |
| Partido Socialista de la Región de Murcia (PSRM-PSOE) | 5192  | 31,34 | 7          | 4602  | 25,72 | 5          | 3276  | 19,14 | 4          | 5113  | 29,50 | 6          | 5008  | 28,86 | 7          |
| Vox                                                   | 2555  | 15,14 | 3          | —     | —     | —          | —     | —     | —          | —     | —     | —          | —     | —     | —          |
| Podemos-Izquierda Unida (IU)                          | 1563  | 9,26  | 2          | 1955  | 10,92 | 2          | 2821  | 16,48 | 3          | 2389  | 13,78 | 3          | 2182  | 12,58 | 3          |
| Ciudadanos (CS)                                       | —     | —     | —          | 1690  | 9,44  | 2          | 2349  | 13,72 | 3          | —     | —     | —          | —     | —     | —          |
| Alternativa Ciudadana Electoral de Yecla (ALCEY)      | —     | —     | —          | —     | —     | —          | —     | —     | —          | —     | —     | —          | 1200  | 6,92  | 1          |

### Organización territorial
Los barrios más conocidos de Yecla y sus características principales:
- El Mediodía: esta área es una de las más antiguas de Yecla. Aquí se encuentra la iglesia vieja y es conocido por sus calles estrechas y empinadas.
- Las Herratillas: un barrio residencial con una mezcla de viviendas antiguas y modernas. Es una zona tranquila y bien conectada con otras partes de la ciudad.
- San Cristóbal: este barrio está situado en la parte alta de la ciudad y es conocido por la ermita de San Cristóbal, que ofrece una vista panorámica de Yecla.
- El Sol: área moderna que ha crecido significativamente en los últimos años. Es conocido por sus amplias avenidas y nuevas construcciones.
- La Alameda: barrio residencial que incluye la zona verde del parque de la Constitución. Es un área popular entre las familias.
- La Pedrera: barrio residencial con una mezcla de viviendas y áreas comerciales. Es una zona en desarrollo con varias nuevas construcciones. También está la zona de Casas altas y la ermita de Santa Bárbara

Además hay zonas, diferentes calles y avenidas a destacar:
- Calle de San Pascual
- Calle del Hospital
- Calle de Martínez-Corbalán
- Avenida de la Feria
- Avenida de Pablo Picasso
- Zona de García Lorca
- Barrio Justina
- La Curva del Pellero
- San Cayetano
- Primero de Mayo
- La Estación
- Plaza de Toros
- La Decarada.[cita requerida]

Posee además una pedanía, Raspay, ubicada 23 km al sur de la capital municipal, limítrofe con la localidad vecina de Pinoso.

## Servicios

### Educación
Yecla cuenta con 11 centros de educación infantil y primaria, 9 públicos y 2 concertados, así como con tres institutos de educación secundaria y un centro de educación de adultos. Desde 1998 posee una delegación del centro asociado de la UNED de Cartagena. De entre los centros de educación secundaria encontramos: IES José Martínez Ruíz "Azorín" (en honor al celebre escritor que estudió, precisamente, en sus instalaciones), IES Castillo Puche e IES Felipe VI. Por otro lado, los dos antereferidos centros concertados, además de primaria, disponen de educación secundaria, pero no de bachillerato. [cita requerida]

### Sanidad
Cuenta con 2 centros de salud, servicio de urgencias del 112, centro especializado de enfermedad mental, clínica de hemodiálisis, consultas externas especializadas y SUAP.
El principal centro sanitario de Yecla y de toda la comarca es el Hospital Virgen del Castillo, que con su reciente ampliación y reforma se ha convertido en uno de los más importantes de la Región de Murcia, dirigiendo el Área V de salud de la región. Cuenta con tres plantas de hospitalización, urgencias, quirófanos, paritorios, laboratorios, etc.

### Transporte

#### Carreteras
La principal vía de comunicación de Yecla es la autovía A-33, que discurre entre la Estación de Blanca (donde conecta con la A-30) hasta Fuente la Higuera, donde conecta con la A-35, constituyendo el principal eje de comunicación por el interior entre Murcia y Valencia.
La antigua N-344, al discurrir entre Yecla y Jumilla por un trazado distinto a la nueva A-33, continua ofreciendo una conexión entre ambas ciudades a través del puerto de Jumilla. Esta carretera sigue siendo la principal vía de comunicación con el vecino municipio de Caudete, la autovía A-31 y el mencionado eje que concluye en Fuente la Higuera.
Asimismo, el Gobierno de la Región de Murcia y el de la Comunidad Valenciana llegaron a planificar la Autovía Yecla-San Javier, aunque sólo se ha construido el tramo que va desde San Javier a Zeneta (RM-1).
Cuenta también con diversas vías regionales o comarcales que conectan Yecla con Villena, Montealegre del Castillo, Almansa, Pinoso o Fuente-Álamo.

#### Autobús

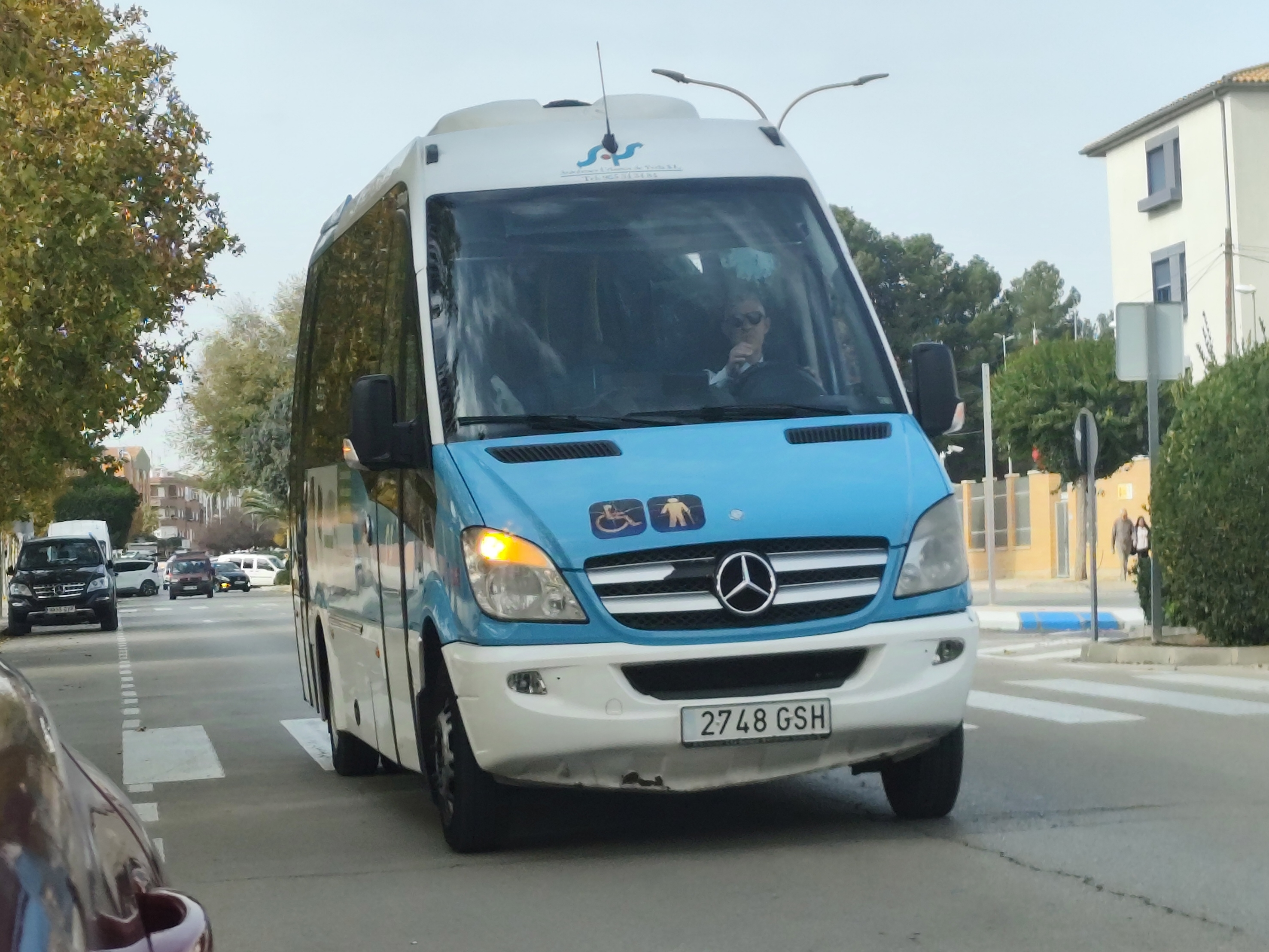
Autobús urbano de Yecla

La ciudad dispone de una estación de autobuses, donde prestan servicio las siguientes líneas interurbanas y de largo recorrido:
| Línea   | Recorrido                                         | Operador |
| ------- | ------------------------------------------------- | -------- |
| MUR-084 | Murcia - Jumilla - Yecla                          | Interbus |
| VAC-150 | Sevilla y Málaga a Montgat y Manresa con hijuelas | ALSA     |

Además, cuenta con la línea A de bus urbano, que recorre gran parte del municipio.

## Ferrocarril
Contó en épocas anteriores con estación de ferrocarril, gracias a la línea de Ferrocarriles de Villena a Alcoy y Yecla, hoy desmantelada. En la actualidad hace uso de la estación de Villena (a 25 km) que desde junio de 2013 tiene estación de AVE, lo que significa que Yecla esta a menos de media hora de este importante medio, tanto turístico como profesional, y de la que se espera poder dinamizar los sectores del turismo y del mueble. Esto supone que Yecla es la primera ciudad de toda la Región de Murcia en tener acceso a este servicio.

## Patrimonio

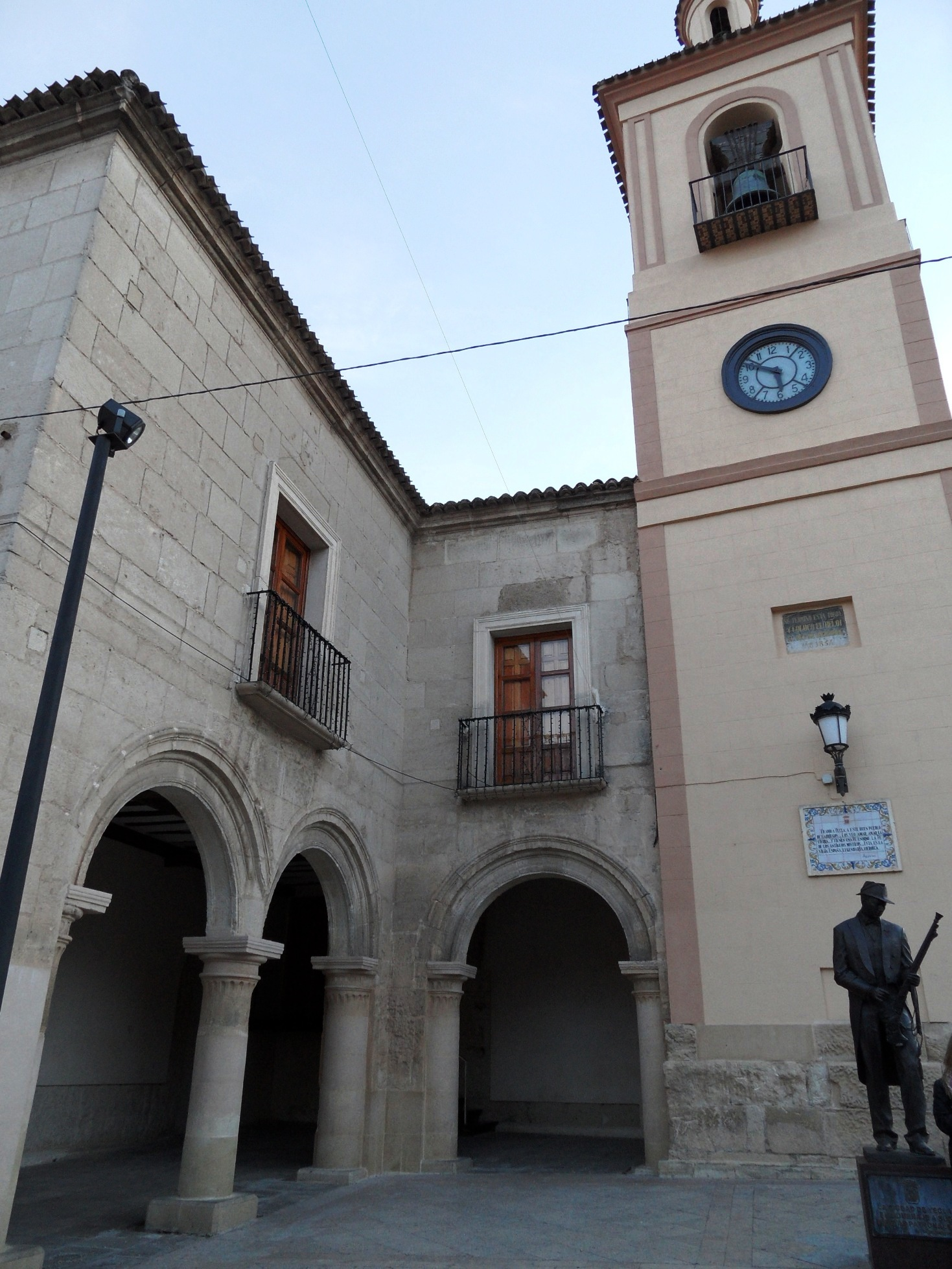
Detalle del pósito y la torre del reloj de la plaza Mayor yeclana

- Plaza Mayor: conjunto monumental renacentista y barroco, en el corazón del casco histórico. En esta plaza, porticada y presidida por el edificio del ayuntamiento (siglo XVI), también se encuentran el Palacio de Alarcos, la Lonja, la Torre del Reloj y el antiguo Pósito.[cita requerida]

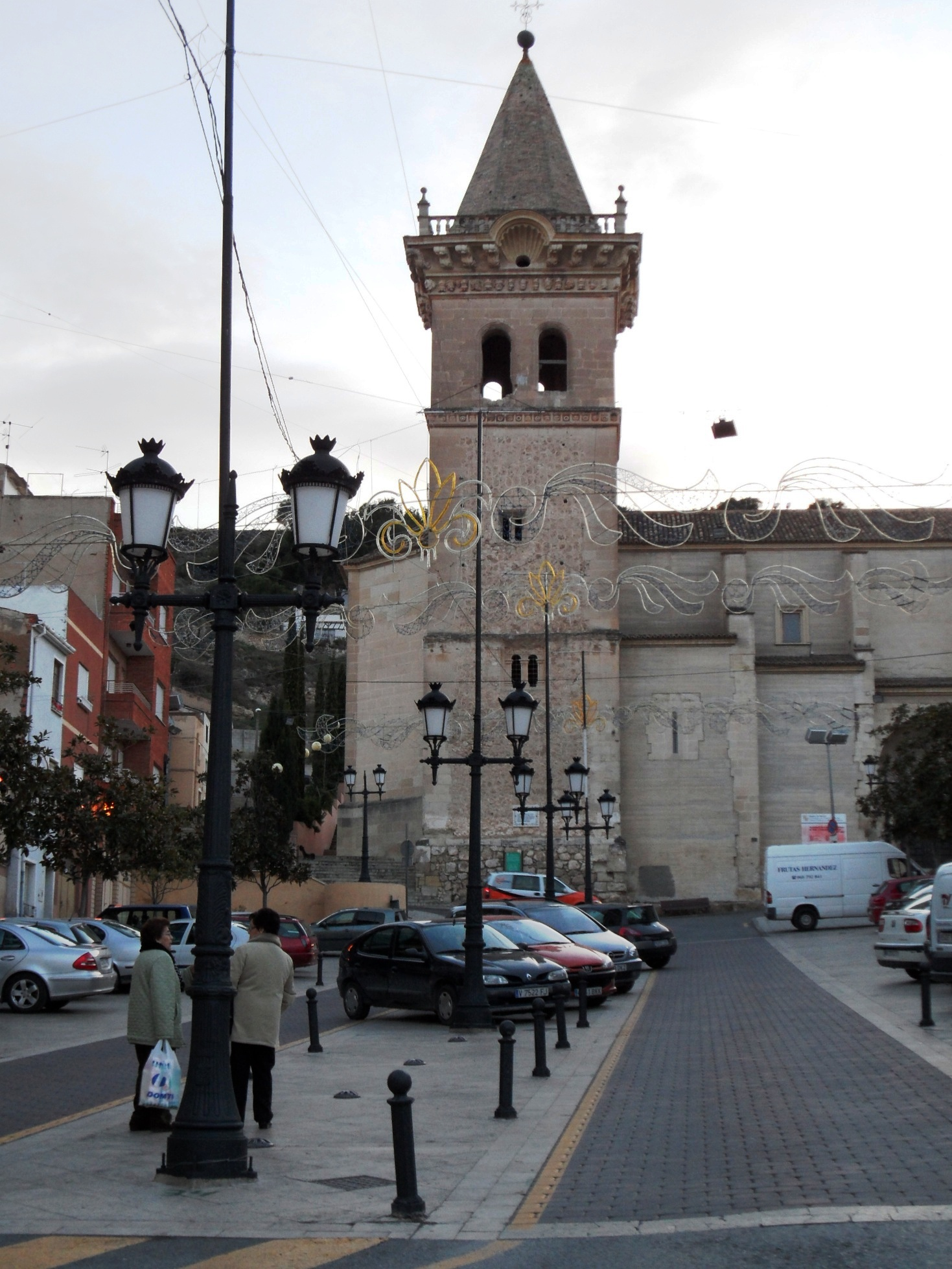
Iglesia de la Asunción o iglesia vieja

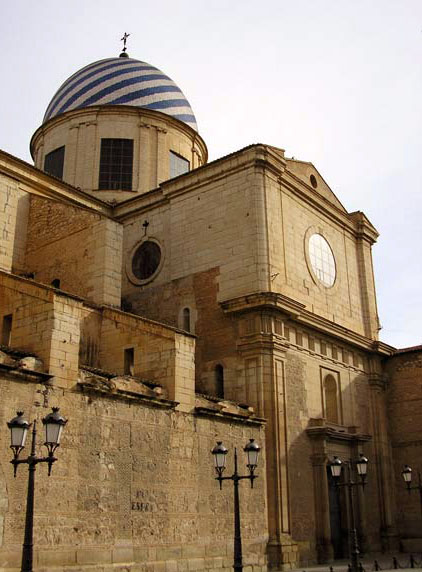
Basílica de la Purísima

- Iglesia vieja: antiguo templo gótico con campanario renacentista. Hoy se trata de un monumento civil y no religioso pues en ella no hay oficios desde 1936, año en que fue saqueada e incendiada. Hasta ese año se llamó Rectoría del Salvador, antaño parroquia de Nuestra Señora de la Asunción.[19] En la actualidad alberga el Museo de la Semana Santa de Yecla. [cita requerida]
- Basílica de la Purísima: Construida entre 1775 y 1868 bajo cánones neoclásicos muy elegantes, siendo más conocida entre la población como "Iglesia Nueva". Grandioso y monumental, el edificio presenta planta de cruz latina de tres naves separadas por arcos de medio punto, girola, capillas entre los contrafuertes y cúpula semiesférica peraltada sobre el crucero; este último elemento, decorado en espiral con teja vidriada azul y blanca, es el más representativo del conjunto y hoy constituye todo un símbolo para la ciudad.[cita requerida]
- Castillo: restos del recinto fortificado y del antiguo poblado andalusí de Hisn Yakka. Corona desde el siglo XI el llamado cerro del Castillo, colina que domina la ciudad actual.[5]
- Santuario del Castillo: presidiendo toda la ciudad desde un encumbrado mirador en el cerro del castillo, es un templo edificado en el siglo XIX sobre una ermita anterior, lugar sagrado desde la Reconquista de Yecla y, aún hoy, importante centro de peregrinación para muchos de los yeclanos y gentes de la comarca. La iglesia cuenta con una sola nave, capillas laterales y altar mayor, donde se venera la imagen de la Purísima Concepción, llamada Virgen del Castillo, así como del Santísimo Cristo del Sepulcro (Patronos de la ciudad).[cita requerida]
- Iglesia de San Francisco: construida por los franciscanos a principios del XVII; destaca la magnífica capilla de la Virgen de las Angustias (siglo XVIII), una joya del barroco levantino. Cuenta con un camarín de sabor rococó, con admirable azulejería y columnas salomónicas en las esquinas, dando efecto de baldaquino. El 10 de abril de 2014 se reabre la iglesia tras 42 años cerrada al culto. En los últimos años se ha llevado a cabo un proceso de restauración integral con el fin de albergar el museo iconográfico de la Semana Santa.[20]
- Ermita de San Roque: templo mudéjar de nave única con arcos de fábrica y artesonado de madera, fechado a principios del XIV, siendo el más antiguo de Yecla.[cita requerida]
- Iglesia del Niño Jesús: Edificada a finales del siglo XIX sobre una antigua ermita por el arquitecto Justo Millán Espinosa. La fachada, de un bizantinismo geométrico, presenta una torre-campanario sobre el eje central de la misma. Su planta es de cruz latina con amplia nave central cerrada al fondo por un pequeño ábside en punto redondo y dos naves colaterales con capillas. En su interior destaca, en el presbiterio, el Retablo Mayor compuesto por catorce pinturas, obra del pintor Rafael Roses Ribadavia y fechadas en 1981.
- Iglesia de Nuestra Señora de los Dolores: templo característico del barroco murciano (siglo XVIII), conocido popularmente como "Hospitalico".[cita requerida]
- Teatro Concha Segura: En 1890 el arquitecto Justo Millán Espinosa realiza la remodelación de la fachada del Teatro y en 1899 recibe el nombre de 'Concha Segura', rindiendo homenaje a la actriz yeclana. En el interior se aprecian dos partes diferenciadas, la primera la forman el vestíbulo de entrada y las dos escaleras laterales de acceso a la general. La segunda la compone el patio de butacas, con planta de herradura, la planta general y el escenario. También destaca la decoración pictórica del techo obra del lorquino Manuel Muñoz Barberán. El recinto ha conocido numerosas reformas, la última se realizó en 1991 por el arquitecto Miguel Puche Vizcaíno; consiguiendo dotar al teatro de todos los elementos necesarios para su correcto funcionamiento.
- Arco de los Reyes Católicos: Su historia se remonta a la visita de los Reyes Católicos a la ciudad, en su honor se hizo este arco por donde pasaron.
- Cantos de la Visera I y II: Conjunto de yacimientos de Arte rupestre del arco mediterráneo de la península ibérica y Arte esquemático ibérico, declarados Patrimonio de la Humanidad por la UNESCO en 1998, situados en pleno espacio natural del monte Arabí.[21]
- Abrigo del Mediodía: Yacimiento prehistórico con Arte esquemático ibérico. Declarado Patrimonio de la Humanidad por la UNESCO en 1998. Situado también en el monte Arabí.[21]
- Yacimiento romano de Los Torrejones.[22]

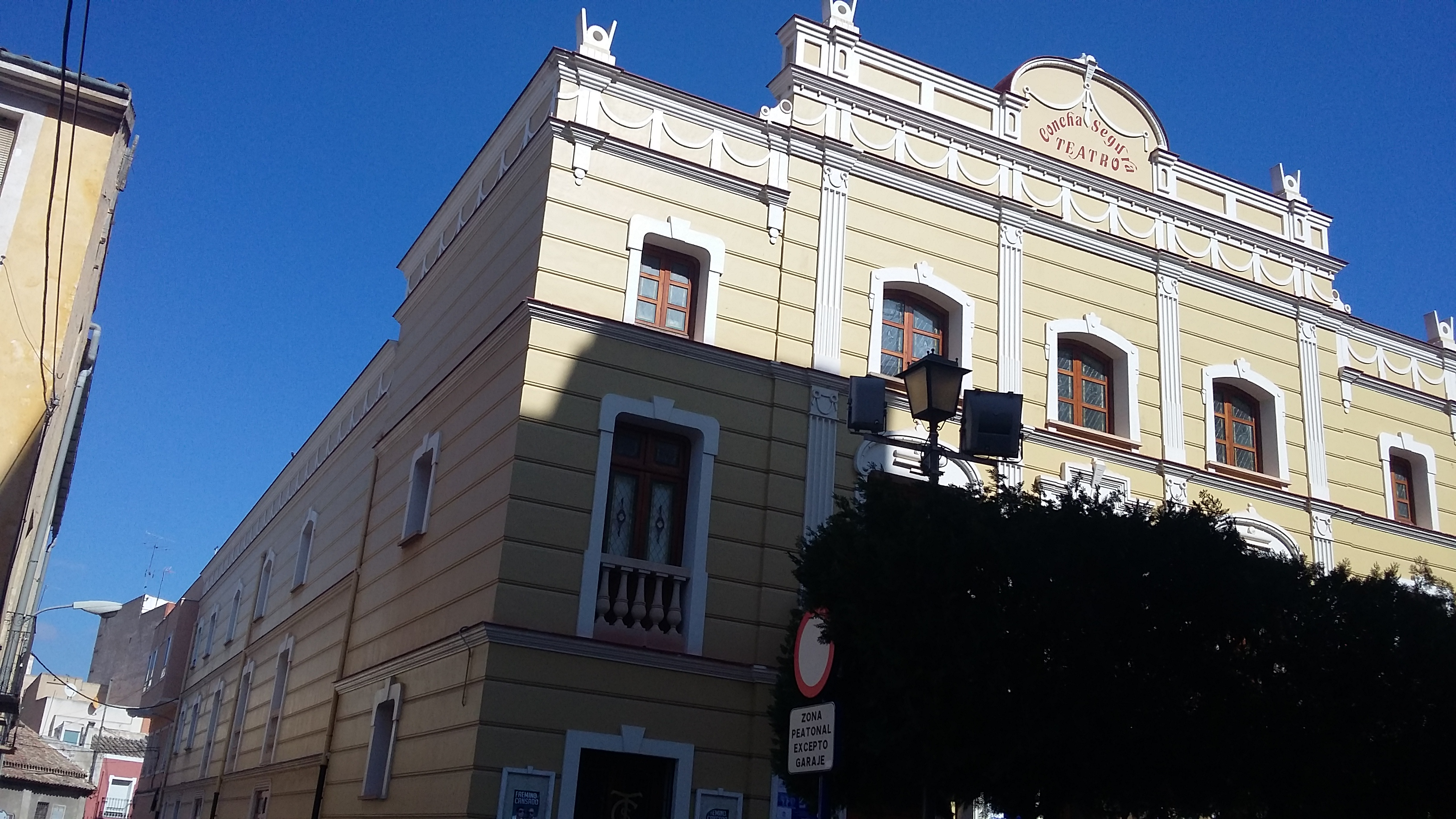
Teatro Concha Segura
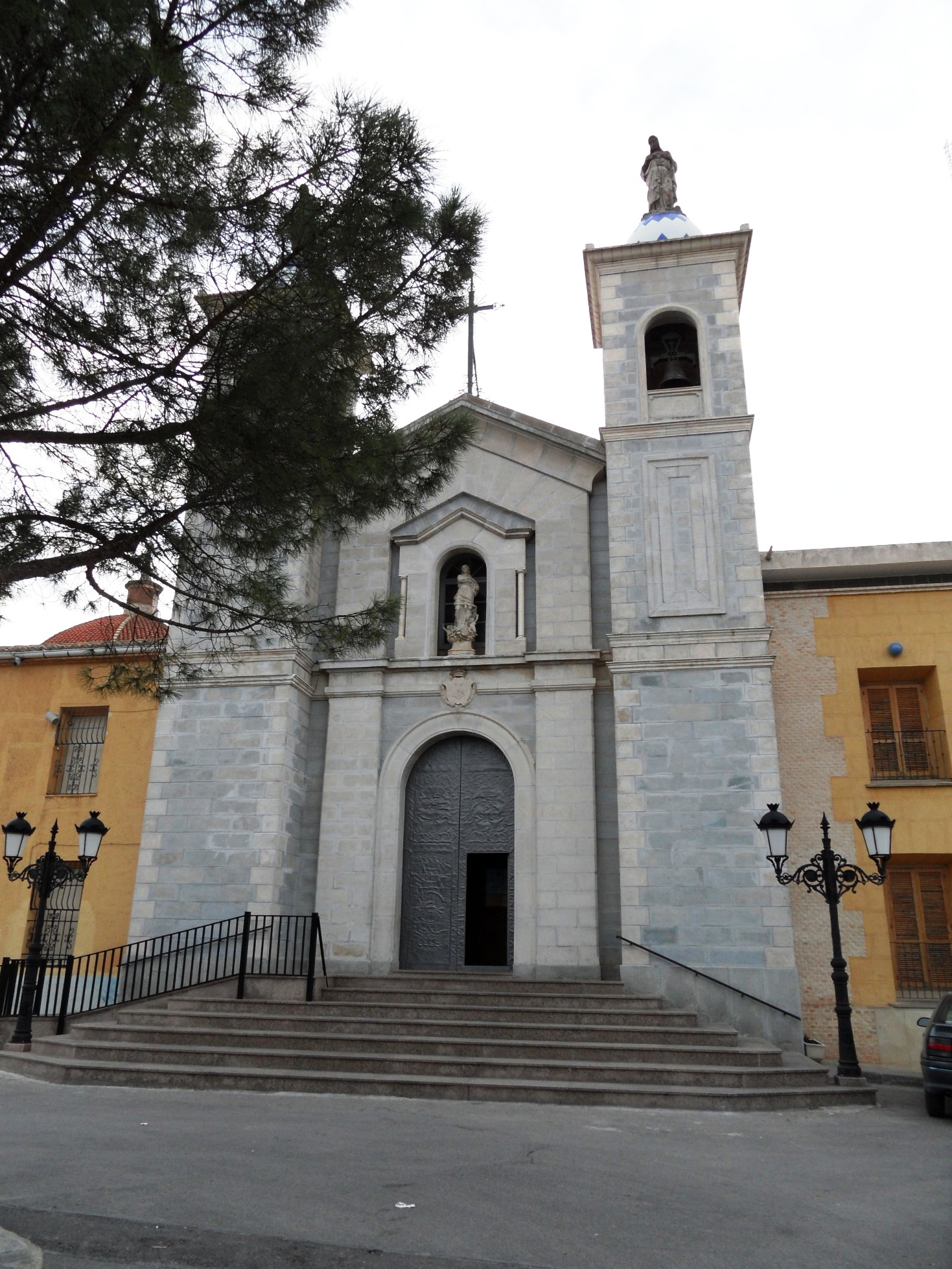
Santuario del Castillo
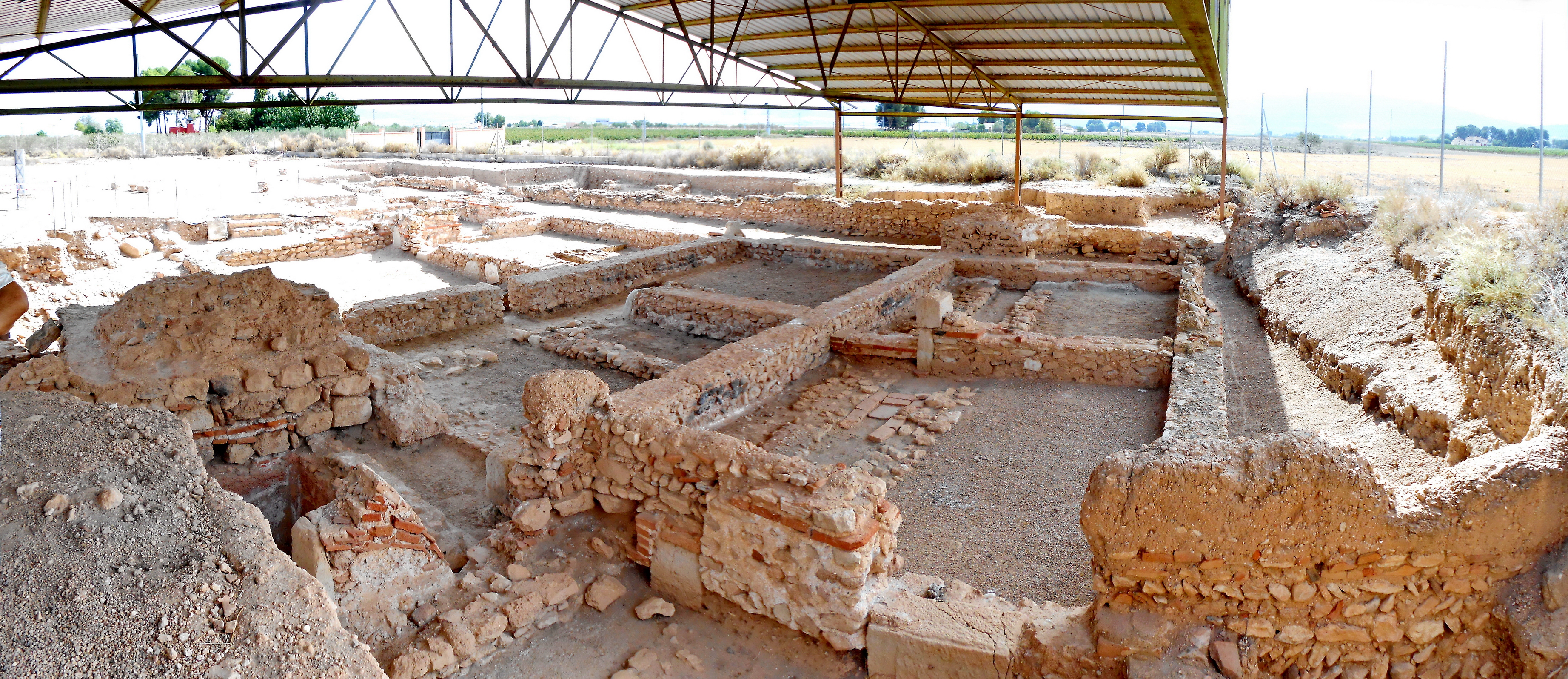
Yacimiento romano de Los Torrejones
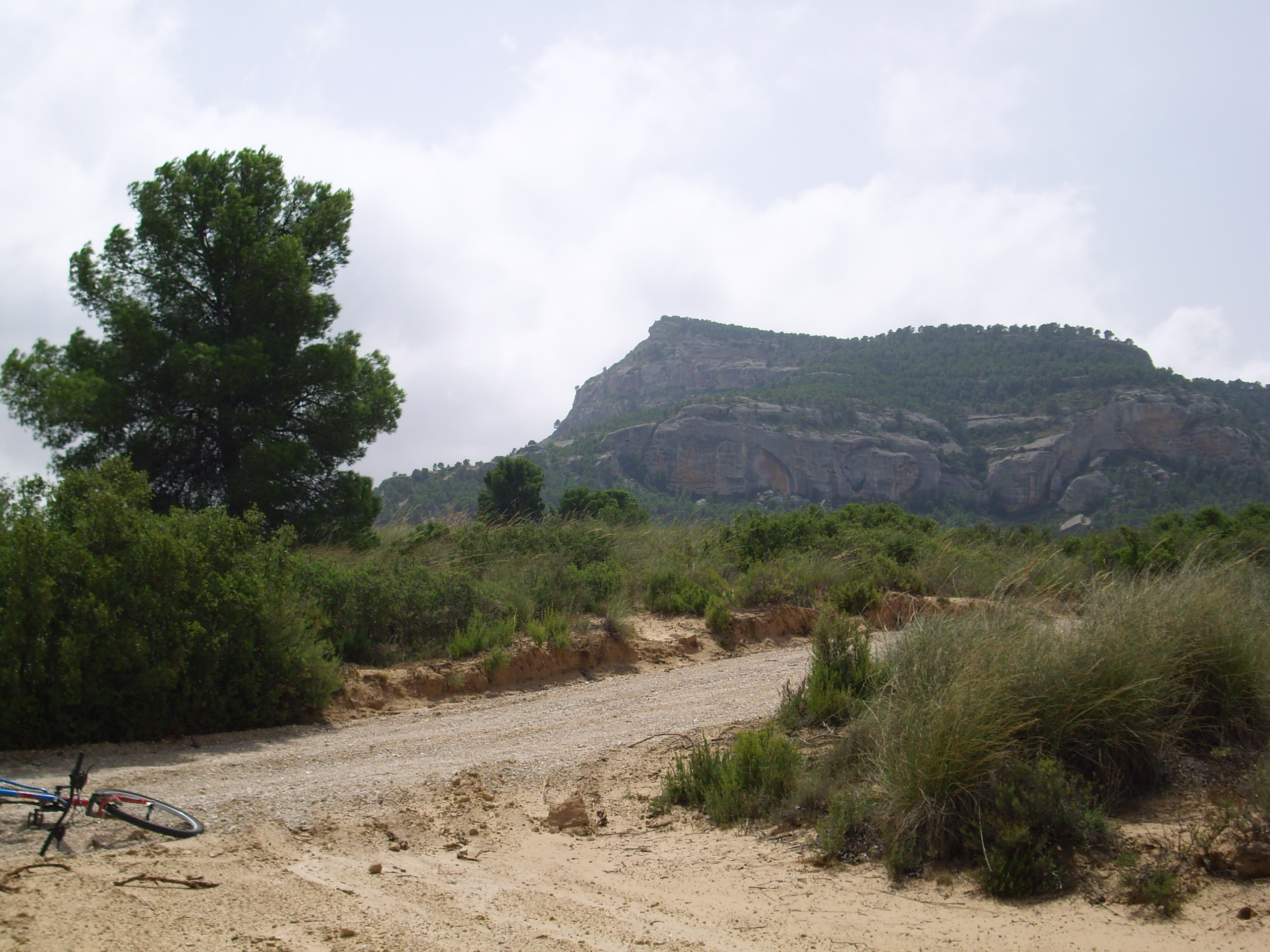
Monte Arabí

## Cultura

### Patrimonio inmaterial

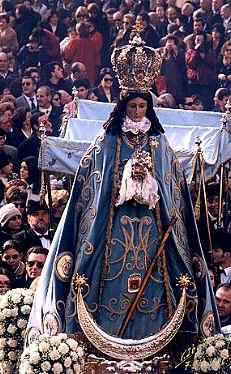
Virgen del Castillo

- Fiestas de la Virgen: tienen lugar del 6 al 8 de diciembre, y se celebran en honor de la patrona de la ciudad, la Virgen del Castillo. Están declaradas de Interés Turístico Nacional y de Bien de Interés Cultural Inmaterial. Entre sus numerosos actos, la mayoría instaurados desde hace siglos, destacan el Beneplácito (acto en el que se pide el permiso al ayuntamiento, para celebrar las fiestas), Beso de la Bandera, la Alborada, la Bajada o la Minerva así como diversos desfiles en los que se disparan salvas de arcabuz en honor a la Patrona.[cita requerida]
- Semana Santa: se lleva celebrando desde al menos 1575, ya que se menciona en las Relaciones enviadas a Felipe II, estando la totalidad del pueblo inscrita en alguna de las 21 cofradías existentes entonces. Se sabe que ya en el siglo XVII los penitentes salían con túnica y el rostro cubierto. Durante el siglo XIX el número de cofradías se reduce a 17, y a partir de 1856 se comienzan a regular los desfiles, tomando una forma parecida a la actual. Está declarada de Interés Turístico Regional. Es destacable la procesión de los Farolicos en el Martes Santo y en la que son protagonistas los niños que acompañan al Cristo yacente con lucecitas; también destacan procesiones como la del Santo Entierro con el acto de la Sepultura o la Procesión de la Soledad entre otros muchos desfiles y actos. En cuanto a la iconografía destaca la talla de Ntra. Sra. de las Angustias de Salzillo o la pequeña imagen del Cristo de la Adoración de la Cruz o Cristico del escultor Esteve Bonet. La mayoría de las imágenes fueron pasto de las llamas en la fatídica tarde del 16 de marzo de 1936, por lo que el resto de imágenes son de posterior creación y de artistas como Ramos Corona entre otros. Estas celebraciones comienzan actualmente en Yecla el Viernes de Dolores (dos días antes del domingo de ramos) y cuenta con 11 procesiones, 19 cofradías y 9 bandas de cornetas y tambores y agrupaciones musicales.
- Fiestas de San Isidro: Desde 2021, declaradas de Interés Turístico Nacional, se celebran a mediados de mayo, con desfiles y procesiones en honor a San Isidro, patrón de los agricultores. Entre los actos destacan la elección de reinas y damas, la cabalgata de carrozas y las Batallas de Flores.[cita requerida] Esta gran cabalgata se gesta gracias al intenso trabajo para elaborar las carrozas de las Peñas, ya que tras tener el diseño y las estructuras metálicas o de madera, que se montan sobre remolques de tractores, tienen que decorarlas mediante diminutos trozos de papel de seda o manila de unos siete centímetros, que se arruga y comprime para cubrir las estructuras, algunas de ellas con unas dimensiones de cinco metros y medio de altura, y una anchura de entre tres metros y seis metros de longitud; representando aspectos de la labranza o relacionados con esta. En el desfile, los miembros de las peñas se visten con el traje típico, las calles se llenan de colorido por el confeti, se reparten entre los asistentes vino, y productos de la tierra.
- Feria de Septiembre: tradicionales festejos que se celebran desde la segunda semana de septiembre y que cuenta con numerosas actividades culturales y festivas tales como atracciones, casetas de fiestas, conciertos, mercadillos y otras actividades de diversa índole.
- Los Judas: se celelebra la semana del 1 de mayo y consiste en verbenas populares en las que se crean muñecos satíricos (los Judas), degustaciones de platos típicos junto con el Certamen Nacional de Teatro. En 2015 estas fiestas dejaron de celebrarse y están a espera de poder recuperarse. [cita requerida]
- San Blas: celebraciones que se llevan a cabo cercanas a la festividad de San Blas, el 3 de febrero y que destaca la hoguera del santo, en el sábado por la tarde y la procesión de San Blas el domingo, donde participa todo el pueblo portando los tradicionales Panes Benditos. El domingo por la tarde también tiene lugar los tradicionales "Juegos Populares".
- Fiestas de San Antón: en el mes de enero. Destaca la bendición de animales, en la iglesia del Hospitalico, celebrándose también una procesión por las calles de la ciudad, además del tradicional Pan del Santo. También se celebra una gran hoguera donde se come el típico pan con aceite y vino, además de un desfile de caballos y carruajes con el santo.
- Carnaval: destaca la Gran Cabalgata de la noche del sábado de carnaval por las calles de la ciudad, además de pasacalles y desfiles infantiles en el domingo. También destaca la competición de coreografías, disfraces, elegancia o sentido del humor entre otros que tiene lugar en el teatro Concha Segura en la noche del Viernes de Carnaval.
- Tradicionales rogativas en honor del Santísimo Cristo del Sepulcro:el Stmo. Cristo del Sepulcro es el patrono de Yecla, su festividad tiene lugar durante 8 días, precedido el Acto de Exaltación, el fin de semana anterior al Domingo de Ramos comienza su festividad trasladándolo del Santuario del Castillo a la Basílica de la Purísima, al día siguiente procesiona por las calles de la ciudad, es trasladado de nuevo al Santuario del Castillo el Domingo de Ramos por la tarde, los encargados de los traslados y de procesionarlo es la Asociación de Caballeros del Santísimo Cristo del Sepulcro.
- Romería de San Marcos: la popular y tradicional romería de San Marcos congrega cada año a miles de vecinos, que disfrutan de una jornada de convivencia en el paraje natural del Cerrico de la Fuente. Se trata de la de una típica jornada primaveral para divertirse con los juegos populares, el folclore, la naturaleza y, por su puesto, disfrutar de las sabrosas paellas que se elaboraron al fuego de leña como manda la costumbre. Además, se celebra también una misa labradora. La Romería de San Marcos tiene lugar el domingo de abril más cercano al día de San Marcos.
- Reyes: en Yecla se celebra la tarde del 5 de enero la Cabalgata de Reyes en la que participan SSMM los Reyes Magos de Oriente, bandas de música y animación infantil, grupos de baile y demás grupos festivos. En Yecla es tradición que los niños reciban los regalos la tarde-noche del día 5, en vez de esperar a la mañana del día 6, este día, Día de Reyes, SSMM vuelven a desfilar por las calles de la ciudad, esta vez a caballo, y visitan algunos lugares como el Hospital. Por la tarde tiene lugar la cabalgata en la pedanía yeclana de Raspay.
- San Roque: esta festividad se celebra en Yecla el sábado más cercano al 16 de agosto, tras una misa en la iglesia de San Roque se saca en procesión al santo por las calles cercanas a esta iglesia, tras la procesión se obsequia a los asistentes con granizados de limón y cebada.
- Santa Cecilia: la Asociación Amigos de la Música de Yecla es la encargada de sacar a la patrona de los músicos a la calle, sus fiestas están compuestas por conciertos y actividades musicales pero cabe destacar el acto de Recogida de Nuevos Músicos en el que la banda pasa por el hogar de cada uno de los músicos añadidos en el último año a la banda para incorporarlos de manera oficial a la misma y por último recoger a la imagen de Santa Cecilia de la parroquia del Niño para trasladarla a la Escuela de Música. Estas fiestas se celebran en noviembre.
- Verbena de Santa Ana: Esta fiesta, que fue una importante de Yecla estuvo desaparecida durante años en los que solo se celebró una misa en honor a Santa Ana y algún que otro acto hasta que se recupera en el año 2016, destacan actividades culturales, deportivas y recreativas, con concursos, pasacalles, y los tradicionales bailes y verbenas. Se engalanan las calles con farolillos, banderolas y papelillos de colores, se celebran en la zona céntrica de las calles Corredera, Martínez Corbalán, plaza Mayor, Hospital y Niño Jesús.
- Fiestas de San Cristóbal: en el fin de semana más cercano al 10 de julio se celebraba esta fiesta con honor a este Santo, patrón de los transportistas. Destacaba la cabalgata de Camiones por toda la ciudad, actividades deportivas y de convivencia. En la actualidad esta fiesta ha desaparecido.
- Otras de las fiestas que también están desaparecidas en la ciudad de Yecla son las del barrio de Federico García Lorca o las de Santa Marta.

### Gastronomía
- Gazpacho yeclano: Sus tradicionales ingredientes son: La torta de gazpacho horneada con leña (se hace con harina y agua, troceada y otra para el fondo del plato), caracoles serranos o infusión de romero, carnes de pollo, conejo, liebre, paloma o perdiz, pimiento rojo, champiñones, tomate rallado y aceite de oliva. Su preparación es sencilla: Se sofríe el pimiento troceado, champiñones, se fría el tomate, sofrito de la carne sazonada, opcionalmente se añade pimienta al gusto o espinacas. Se puede cocinar en olla o en sartén honda al fuego, se pone a hervir el agua donde se le añaden los ingredientes hasta que hierve un tiempo, después se le añade la torta desmigada. seguido se sirve a la llanda con su torta seca, o al plato, donde después de comer se le suelen añadir anchoas a la torta.[23]
- Empanada de patata: Aunque es fácil de encontrar durante todo el año en las panaderías es típico que las familias yeclanas las preparen en Semana Santa yeclana, se preparan con patatas "al monton" o panaderas, huevo cocido, pimiento de lata, atún, perejil y piñones, la mezcla envuelta en una fina masa preparada con vino blanco y en forma de media luna, se cuecen al horno..[24]
- Libricos: Este dulce se compone de finas obleas, entre las cuales se disponen capas de miel o chocolate. Además estas obleas están decoradas con grabados que reproducen los lugares y monumentos más representativos de la ciudad de Yecla.[25]
- Gachasmigas: Su preparación consiste en freír los ajos en sartén al fuego, y se conservan, después se añade harina hasta cubrir el aceite y hacer una masa, a la que se le va añadiendo agua removiendo y disolviendo con el agua, se va removiendo en la sartén hasta que se consume el agua y se forme una costra. Es un plato típico para acompañar carnes asadas paralelamente como tocino, longanizas, morcillas en parrilla. Suele comerse en la propia sartén y acompañada con pan. Gachasmigas yeclanas

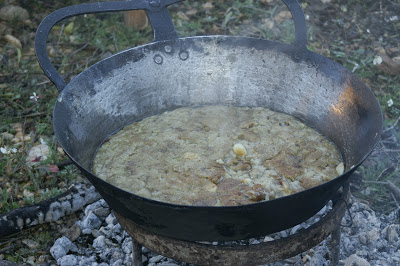
Gachasmigas yeclanas

- Tortas Fritas: Consiste en una en masa fermentada con levadura, aplanada con rodillo y se fríe en abundante aceite en sartén honda. Se pueden comer con azúcar, sal, anchoas, miel, tomate, embutidos, etc.
- Queso Frito con Tomate: Queso fresco de cabra frito y acompañado de confituras de tomate, pimiento o tomate frito, se acompañar a bacalao rebozado frito, pimientos frito. Constituyen una mezcla exquisita de extraordinaria simplicidad.
- Pelotas: Constituye el plato fuerte de la gastronomía yeclana. Elaboradas con pan rallado remojado en agua y leche, magro picado, piñones, perejil y especias como clavo, pimienta, canela, depende de la tradición familiar, hervidas en el caldo consomé o cocido, acompañado de garbanzos o pencas. Este plato se come típicamente en la ciudad de Yecla en el mediodía del 8 de diciembre (día importantes de las fiestas patronales yeclanas).[26][27]
- Pan Bendito: Dulce típico de las fiestas de San Blas consistente en una especie de toña, más sobada y con algunas variaciones que se adornas por encima con formas diversas de masa. Se adornas con las típicas Pajaritas.
- "Peras al vino": con vino de la tierra Denominación de origen Yecla

### Medios de comunicación
En cuanto a los medios de comunicación, destacan tres medios en tres formatos.
El medio más seguido históricamente en el municipio ha sido la radio. Tras la caída en programación local y audiencia de Radio Yecla - Cadena Dial (SER), se ha asentado en el relevo en información local la emisora de Onda Cero con los mejores datos de audiencia del EGM, también emiten COPE Yecla, TeleYecla Radio, y Onda Musical de Yecla, con programación local, otras emisoras regionales y nacionales también tienen su repetidor.
En televisión, TeleYecla es el único medio local que emite por cable.
En prensa destaca el semanario "7 Días Yecla", de ámbito local, y que recogió el testigo del famoso "Faro de Yecla". Su editorial es la encargada de entregar los ya consolidados Premios 7 días, que se encargan de reconocer la labor de personas y asociaciones de Yecla.
Además de estos tres referentes, en prensa digital destaca el portal de "El Periódico de Yecla", que sustituyó hace años a la edición impresa, y que destaca por su información actualizada al instante, labor que se ve reflejado en los datos de visitas que tiene.

### Deporte
Yecla cuenta con un buen número de asociaciones y clubes deportivos. Destaca en fútbol el Yeclano Deportivo, equipo que milita en Segunda RFEF en la temporada 2022/2023. La Red Deportiva Yecla cuenta con un club polideportivo con diversas instalaciones y varios equipos juveniles.[cita requerida]
En organización de actos, destaca el Cross Nacional "Fiestas de la Virgen", que se celebra durante las fiestas de diciembre y que tiene una gran repercusión tanto nacional como internacional. Obtuvo el reconocimiento de mejor evento deportivo de la Región de Murcia.[cita requerida]
En cuanto a instalaciones deportivas, Yecla cuenta con un complejo polideportivo Juan Palao, con numerosos campos de fútbol, pistas de atletismo y campos polivalentes, campo de petanca, piscina cubierta, pistas de tenis y páddel y el pabellón cubierto José Ortega Chumilla. También cuenta con dos salas deportivas, las Herratillas y Mª José Martínez y también cuenta con el centro de ocio Los Rosales con 3 piscinas al aire, pistas de fútbol 3x3, skate park y varias pistas deportivas públicas en varias zonas de la ciudad. [cita requerida]

## Ciudades hermanadas
- El Barco de Ávila, España
- Vinaroz, España
- Éibar, España
- Villeurbanne, Francia